# Primera División (Argentinien) 1945
Die Primera División 1945 war die 15. Spielzeit der argentinischen Fußball-Liga Primera División. Begonnen hatte die Saison am 22. April 1945. Der letzte Spieltag war der 26. Dezember 1945. Als Aufsteiger kam Gimnasia y Esgrima de La Plata aus der Primera B Nacional dazu. River Plate beendete die Saison als Meister wurde damit Nachfolger der Boca Juniors. In die Primera B Nacional musste Gimnasia y Esgrima de La Plata absteigen.

## Abschlusstabelle
| Pl. | Verein                    | Sp. | S  | U  | N  | Tore    | Diff. | Punkte |
| --- | ------------------------- | --- | -- | -- | -- | ------- | ----- | ------ |
| 1.  | River Plate               | 30  | 20 | 6  | 4  | 066:340 | +32   | 46     |
| 2.  | Boca Juniors (M)          | 30  | 18 | 6  | 6  | 071:430 | +28   | 42     |
| 3.  | CA Independiente          | 30  | 17 | 7  | 6  | 068:510 | +17   | 41     |
| 4.  | CA San Lorenzo de Almagro | 30  | 15 | 8  | 7  | 067:450 | +22   | 38     |
| 5.  | CA Huracán                | 30  | 17 | 2  | 11 | 076:610 | +15   | 36     |
| 6.  | Estudiantes de La Plata   | 30  | 14 | 4  | 12 | 063:580 | +5    | 32     |
| 7.  | CA Platense               | 30  | 12 | 6  | 12 | 050:570 | −7    | 30     |
| 8.  | CA Newell’s Old Boys      | 30  | 12 | 4  | 14 | 052:560 | −4    | 28     |
| 9.  | CA Vélez Sarsfield        | 30  | 11 | 4  | 15 | 069:730 | −4    | 26     |
| 10. | Racing Club               | 30  | 10 | 5  | 15 | 059:630 | −4    | 25     |
| 11. | Club Atlético Atlanta     | 30  | 6  | 12 | 12 | 056:640 | −8    | 24     |
| 12. | CA Rosario Central        | 30  | 10 | 4  | 16 | 058:700 | −12   | 24     |
| 13. | CA Lanús                  | 30  | 8  | 7  | 15 | 046:590 | −13   | 23     |
| 14. | Ferro Carril Oeste        | 30  | 9  | 5  | 16 | 051:730 | −22   | 23     |
| 15. | Chacarita Juniors         | 30  | 6  | 10 | 14 | 046:650 | −19   | 22     |
| 16. | Gimnasia y Esgrima LP (N) | 30  | 7  | 6  | 17 | 050:760 | −26   | 20     |

| (M) | Vorjahres-Meister                                    |
| (N) | Vorjahres-Aufsteiger aus der Primera B Nacional 1944 |

## Meistermannschaft
| River Plate | |
|             | Amadeo Carrizo, Luis Deambrosi, Alfredo Di Stéfano, Luis Ferreyra, Alberto Gallo, Ángel Labruna, Félix Loustau, José Manuel Moreno Fernández, Juan Carlos Muñoz, Adolfo Pedernera, Bruno Pesaola, José Ramos, Bruno Rodolfi, Eduardo Rodríguez, Néstor Rossi, José Soriano, Ricardo Vaghi, Norberto Yácono Trainer: José María Minella |

## Torschützenliste
| Pl. | Nat.          | Spieler         | Verein                | Tore |
| --- | ------------- | --------------- | --------------------- | ---- |
| 1   | Argentinien   | Ángel Labruna   | River Plate           | 25   |
| 2   | Argentinien   | Waldino Aguirre | CA Rosario Central    | 21   |
| 3   | Argentinien   | Luciano Agnolín | Club Atlético Atlanta | 20   |
| 3   | Paraguay 1842 | Arsenio Erico   | CA Independiente      | 20   |
| 5   | Argentinien   | Mario Boyé      | Boca Juniors          | 19   |
| 5   | Argentinien   | Juan Ferraro    | CA Vélez Sarsfield    | 19   |
| 5   | Argentinien   | Rinaldo Martino | CA San Lorenzo        | 19   |